# 오타르 이오셀리아니

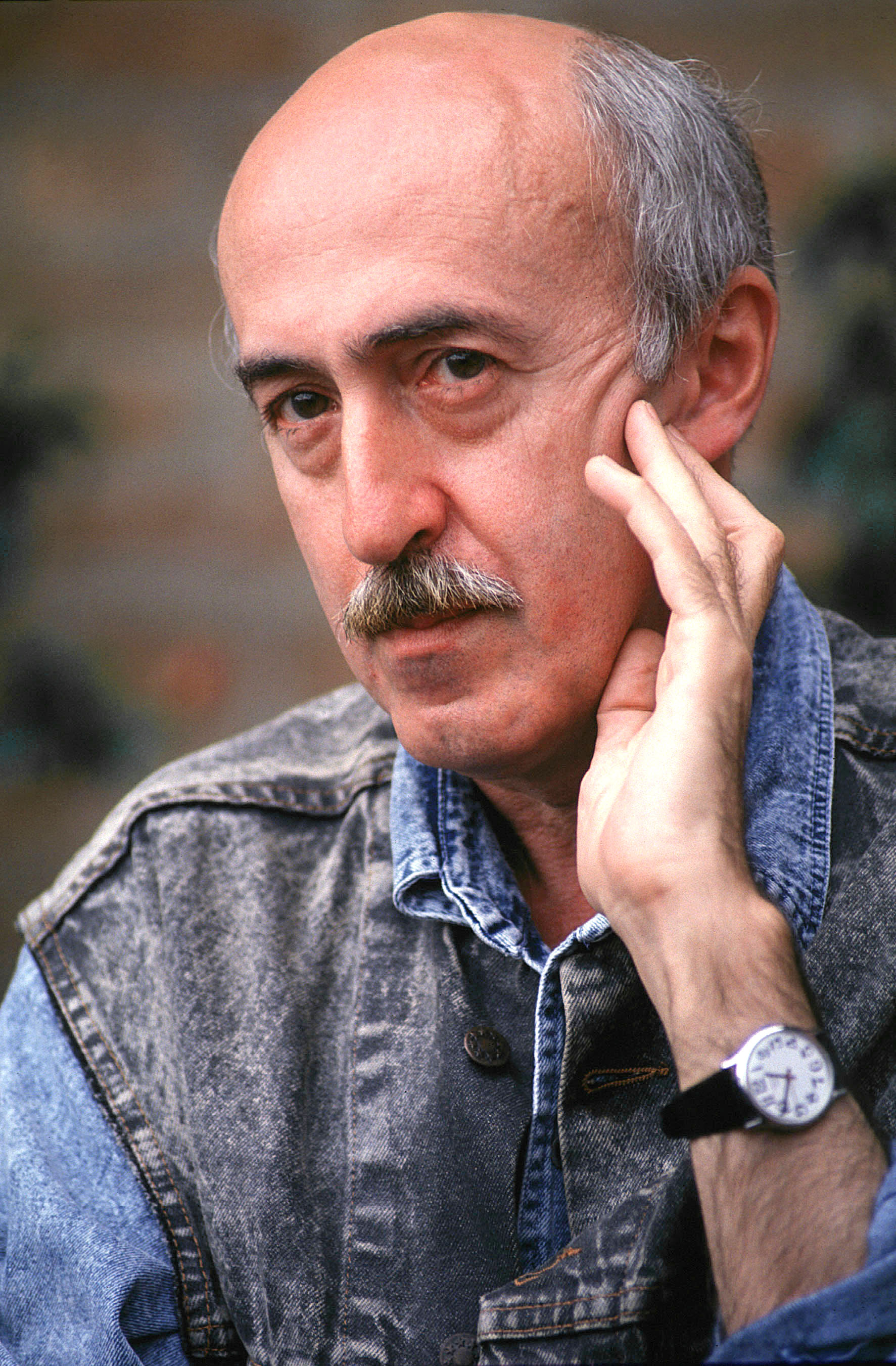
오타르 이오셀리아니(1989년)

오타르 이오셀리아니(조지아어: ოთარ იოსელიანი, 프랑스어: Otar Iosseliani, 1934년 2월 2일~2023년 12월 17일)는 조지아계 프랑스인 영화감독이다. 소련  치하 조지아에서 태어나 영화를 만들다가 거듭되는 검열로 창작의 자유에 한계를 느끼고 1982년 프랑스로 이주했다.

## 생애
트빌리시의 국립 음악원에서 음악을 공부하여 1952년 작곡, 지휘, 피아노 부분의 학위를 얻었다. 1953년에 모스크바로 가 2년동안 수학을 공부하다가 모스크바 국립 영화학교(VGIK)로 학교를 바꿔 알렉산드르 도프첸코에게 수학하여 1961년 졸업한다.
학생시절부터 트빌리시의 그루지아 필름스튜디오에서 조감독 등으로 현업에 참여했다. 1958년 첫 단편영화 《Akvarel》을 만든다. 첫 중편영화인 《4월》은  상영이 금지된다. 이오셀리아니는 이후 영화산업을 떠나 1963년부터 1965년까지 선원과 금속노동자로 일한다. 1972년에야 《4월》이 공개된다.
그루지아의 와인제조장을 풍자하여 1966년 제작된 첫 번째 상업영화인 《낙엽》이 칸국제 영화제에서 비평가상을 수상한다. 그루지아 시골에서 농부들과 지식인이 대립하는 내용의 《전원》은 1976년 완성되었으나 몇 년간 공개되지 않고 있다가 후에 제한적 공개를 조건으로 공개된다. 이오셀리아니는 다시한번 창작의 자유를 빼앗겼다고 느낀다. 《전원》이 1982년 베를린 영화제 국제비평가상을 수상하는 성공을 기점으로 그는 소련을 떠나 프랑스로 이주한다.
1984년 작 《달의 애인들》은 같은 해 베니스 영화제에서 심사위원 특별상을 수상하여 국제적으로 큰 성공을 거두게 된다. 베니스 영화제는 이후에도 그의 두 작품 그리고 《빛이 있었다》 (1989년)과 《불한당들》 (1996년)에 상을 선사하였다. 《나비사냥》은 1992년 베를린 예술가협회 상을 수상하였으며, 2002년에는 《월요일 아침》으로 은곰상을 수상하였다.
소련의 붕괴 이후에도 이오셀리아니는 프랑스에 머물고 있다. 《불한당들》과 《그루지아, 고독》을 만들면서 고국에 돌아간 적은 있다. 말년에는 파리에서 살았다.